# 阿曼麗竺鯛
阿曼天竺鯛，為輻鰭魚綱鈎頭魚目天竺鯛科的其中一個種。

## 分布
本魚分布於阿曼海域。

## 深度
水深0至8公尺。

## 特徵
該魚體延長而側扁，眼大，口大略下位。魚體呈粉紅色，側線明顯，體被櫛鱗，尾鰭略凹，腹鰭、臀鰭及尾鰭具黑色邊緣，背鰭硬棘9枚；背鰭軟條9枚；臀鰭硬棘2枚；臀鰭軟條8枚，體長可達15.5公分。

## 生態
該魚棲息於礁石平台或潮池中，白天躲藏洞穴中，夜間出來覓食，屬肉食性。繁殖期時，雄魚具有口孵習性，卵約7日化成仔魚，由雄魚吐出，具短暫的仔魚飄浮期。

## 經濟利用
不具任何經濟價值。